# Karl Dörge
Otto Martin Karl Dörge (Müllerdorf, Distrito do Saale, 5 de novembro de 1899 – Bensberg, Bergisch Gladbach, 16 de junho de 1975) foi um matemático alemão, especialista em álgebra.

## Formação e carreira
Em 1919 começou a estudar matemática e física em Berlim na Universidade de Berlim. Em matemática foi aluno de Issai Schur, Richard von Mises, Erhard Schmidt e Ludwig Bieberbach, e em física de Albert Einstein, Max Planck e Heinrich Rubens. Em 1925 obteve um doutorado, orientado por Issai Schur, com a tese (apenas 15 páginas) Über die ganzen rationalen Lösungspaare von algebraischen Gleichungen in zwei Variablen.
Dörge obteve a habilitação em 1926, foi professor associado em 1932 e professor titular em 1936 na Universidade de Colônia. Seu principal foco de pesquisa foi álgebra. Trabalhou de acordo com a tradição de David Hilbert e Emmy Noether (com quem se correspondia). Em seu último período criativo lidou com álgebra universal (estruturas com qualquer número de operações arbitrárias). Aposentou-se em 1968.

## Alunos
- Klaus Wagner
- Egbert Harzheim

## Artigos
- Ein Beitrag zur Theorie der diophantischen Gleichungen mit zwei Unbekannten, Math. Zeitschrift 24, 1925 (eine straffe Fassung der Dissertation), sowie seine Dissertation hier
- Zum Hilbertschen Irreduzibilitätssatz, Math. Annalen Bd.95, 1925
- Über die Seltenheit der reduziblen Polynome und der Normalgleichungen, Math. Annalen Bd.95, 1925
- Einfacher Beweis des Hilbertschen Irreduzibilitätssatzes, Math. Annalen Bd.96, 1926
- Über den Fundamentalsatz der Algebra, Sitzungsberichte der Preußischen Akademie der Wissenschaften, 1928
- Bemerkung zum Hilbertschen Irreduzibilitätssatz, Math. Annalen Bd.102, 1929
- Zur Verteilung der quadratischen Reste, Jahresbericht der Deutschen Mathematiker-Vereinigung, Bd. 38, 1929
- Über die Reduzibilität von Polynomen im Körper der reellen Zahlen, Math. Annalen Bd.102, 1930
- Zu der von R. von Mises gegebenen Begründung der Wahrscheinlichkeitsrechnung (erste Mitteilung: Theorie des Glücksspiels), Math. Zeitschrift Bd.32, 1930
- Eine Axiomatisierung der von Misesschen Wahrscheinlichkeitstheorie, Jahresbericht der Deutschen Mathematiker-Vereinigung, Bd. 43, 1933
- Zu der von R. von Mises gegebenen Begründung der Wahrscheinlichkeitsrechnung (zweite Mitteilung: Allgemeine Wahrscheinlichkeitstheorie), Math. Zeitschrift Bd.40, 1935
- Beweis des Reziprozitätsgesetzes für quadratische Reste, Math. Annalen 118, 1941/1943
- Bemerkung über Elimination in beliebigen Mengen mit Operationen (Erhard Schmidt zum 75. Geburtstag), Math. Nachrichten, Band 4, 1950
- Entscheidung des algebraischen Charakters von Potenzreihen mit algebraischen Koeffizienten auf Grund ihres Wertevorrats Math. Annalen Bd.122, 1950/1951
- Bemerkung über die Grundbegriffe der Infinitesimalrechnung, Math. Annalen 123, 1951 (zusammen mit Klaus Wagner)
- Abschätzung der Anzahl der reduziblen Polynome, Math. Annalen 160, 1965
- Über die Lösbarkeit allgemeiner algebraischer Gleichungssysteme und einige weitere Fragen, Math. Annalen 171, 1967
- Abschließung in Klassen strukturierter Mengen, Math. Annalen 187, 1970 (zusammen mit Heinz Adolf Jung)

## Livros-texto
- Wahrscheinlichkeitsrechnung für Nichtmathematiker (com Hans Klein), Verlag Walter de Gruyter, Berlim 1939 (2. Edição 1947)
- Differential- und Integralrechnung, Teil I, Ferdinand Dümmlers Verlag, Bonn 1948